# MICU1
MICU1 (англ. Mitochondrial calcium uptake 1) – білок, який кодується однойменним геном, розташованим у людей на короткому плечі 10-ї хромосоми. Довжина поліпептидного ланцюга білка становить 476 амінокислот, а молекулярна маса — 54 351.
| 10         |  | 20         |  | 30         |  | 40         |  | 50         |
| ---------- |  | ---------- |  | ---------- |  | ---------- |  | ---------- |
| MFRLNSLSAL |  | AELAVGSRWY |  | HGGSQPIQIR |  | RRLMMVAFLG |  | ASAVTASTGL |
| LWKRAHAESP |  | PCVDNLKSDI |  | GDKGKNKDEG |  | DVCNHEKKTA |  | DLAPHPEEKK |
| KKRSGFRDRK |  | VMEYENRIRA |  | YSTPDKIFRY |  | FATLKVISEP |  | GEAEVFMTPE |
| DFVRSITPNE |  | KQPEHLGLDQ |  | YIIKRFDGKK |  | ISQEREKFAD |  | EGSIFYTLGE |
| CGLISFSDYI |  | FLTTVLSTPQ |  | RNFEIAFKMF |  | DLNGDGEVDM |  | EEFEQVQSII |
| RSQTSMGMRH |  | RDRPTTGNTL |  | KSGLCSALTT |  | YFFGADLKGK |  | LTIKNFLEFQ |
| RKLQHDVLKL |  | EFERHDPVDG |  | RITERQFGGM |  | LLAYSGVQSK |  | KLTAMQRQLK |
| KHFKEGKGLT |  | FQEVENFFTF |  | LKNINDVDTA |  | LSFYHMAGAS |  | LDKVTMQQVA |
| RTVAKVELSD |  | HVCDVVFALF |  | DCDGNGELSN |  | KEFVSIMKQR |  | LMRGLEKPKD |
| MGFTRLMQAM |  | WKCAQETAWD |  | FALPKQ     |  |            |  |            |

A: Аланін

C: Цистеїн

D: Аспарагінова кислота

E: Глутамінова кислота

F: Фенілаланін

G: Гліцин

H: Гістидин

I: Ізолейцин

K: Лізин

L: Лейцин

M: Метіонін

N: Аспарагін

P: Пролін

Q: Глутамін

R: Аргінін

S: Серин

T: Треонін

V: Валін

W: Триптофан

Задіяний у таких біологічних процесах, як транспорт іонів, транспорт, транспорт кальцію, альтернативний сплайсинг. 
Білок має сайт для зв'язування з іонами металів, іоном кальцію. 
Локалізований у мембрані, мітохондрії, внутрішній мембрані мітохондрії.